# Juni 2021
Dit artikel geeft een chronologisch overzicht van de belangrijkste gebeurtenissen per dag in de maand juni van het jaar 2021.

## Gebeurtenissen

### 2 juni
- Yitzhak Herzog wordt verkozen tot 11e president van Israël.[1]

### 4 juni
- In Brussel wordt besloten dat vliegtuigen uit Wit-Rusland tot nader order niet meer door het luchtruim van de EU mogen vliegen en hier ook niet meer mogen landen. Aanleiding is het gevangennemen door de Wit-Russische autoriteiten van het oppositielid Roman Protasevitsj.[2]

### 5 juni
- Bij een aanval door een gewapende militie op een dorp in het oosten van Burkina Faso vallen ongeveer 100 burgerdoden.[3]
- De Groep van Zeven bereikt een akkoord over een wereldwijde minimumvennootschapsbelasting.[4]

### 6 juni
- Bij de deelstaatverkiezingen in Sachsen-Anhalt wordt het CDU de grootste partij, gevolgd door de AfD.[5]

### 7 juni
- Bij een treinongeluk in de Pakistaanse provincie Sind vallen tientallen doden.[6]

### 9 juni
- Ukhnaagiin Khürelsükh wordt verkozen tot president van Mongolië.[7]
- De Bdelloidea, een uit 24.000 jaar oude Siberische permafrostlaag afkomstig radardiertje, is door wetenschappers weer tot leven gewekt.[8]

### 10 juni
- Op het noordelijk halfrond vindt een zonsverduistering plaats.

### 14 juni
- In het Verenigd Koninkrijk worden de eerder aangekondigde versoepelingen van de coronamaatregelen met vier weken uitgesteld, tot 19 juli. Aanleiding is de snel oprukkende deltavariant van het virus.[9] (Lees meer)

### 16 juni
- Bij Genève ontmoet de Amerikaanse president Biden zijn Russische ambtsgenoot Poetin voor een topconferentie.[10]
- Het Amerikaanse persbureau Reuters meldt dat het officiële wereldwijde dodental als gevolg van COVID-19 nu de 4 miljoen is gepasseerd.[11] (Lees verder)

### 18 juni
- Het Israëlische leger voert voor de tweede keer in een week luchtaanvallen uit op doelen in de Gazastrook. De aanleiding zouden aanvallen met brandballonnen op Israël zijn.[12]
- In Oeganda worden, vanwege het toenemend aantal COVID-19-besmettingen, voor de komende 42 dagen de lockdownmaatregelen aangescherpt.[13]
- In de Antwerpse wijk Nieuw Zuid komen vijf bouwvakkers om het leven als een basisschool in aanbouw samen met de bouwsteiger instort. Ook vallen er enkele tientallen gewonden.[14] (Lees verder)

### 19 juni
- In de Iraanse stad Bushehr wordt de enige kerncentrale van het land, Tavanir, stilgelegd. Volgens de Iraanse Atoomenergie-organisatie is de reden een technische storing.[15] (Lees verder)

### 21 juni
- De Spaanse premier Pedro Sánchez kondigt in Barcelona aan gratie te zullen verlenen aan negen Catalaanse separatisten die in de gevangenis zitten vanwege het onafhankelijkheidsreferendum van 2017. (Lees verder)
- Het Zweedse kabinet van Stefan Löfven valt na een motie van wantrouwen. Aanleiding is de door de regering geplande liberalisering van de huurmarkt.[16]

### 25 juni
- Door een tornado in de Tsjechische regio Zuid-Moravië vallen zeker vijf doden en 150 gewonden.[17]
- In Portugal worden de geplande versoepelingen uitgesteld en wordt opnieuw een gedeeltelijke lockdown van kracht. Reden is het aantal besmettingen met de deltavariant van het COVID-19-virus weer snel oploopt, met name in en rond Lissabon, Sesimbra en Albufeira. Lissabon gaat voor enkele dagen geheel in isolatie.[18]
- In of bij het Barbarossaplatz in de Duitse stad Würzburg vallen drie doden bij een steekincident. De dader, een 24-jarige man uit Somalië, wordt door de politie in zijn been geschoten.[19]
- De Amerikaanse oud-politieagent Derek Chauvin wordt in Minneapolis veroordeeld tot 22,5 jaar gevangenisstraf wegens het vermoorden van George Floyd.[20] (Lees verder)

### 28 juni
- De centrale Ethiopische regering kondigt eenzijdig een wapenstilstand af in de regio Tigray, waar sinds november 2020 een oorlog woedt tussen het federale leger en de TPLF.[21] (Lees verder)

### 29 juni
- De Russische regering meldt dat er de afgelopen 24 uur 652 mensen zijn overleden aan COVID-19, het hoogste aantal nieuwe COVID-19-doden binnen een etmaal in Rusland sinds het begin van de pandemie. Het stijgende aantal besmettingen en doden is toe te schrijven aan de deltavariant van het virus, die ook wereldwijd aan een opmars bezig is.[22]

- In Canada wordt voor de derde dag op rij een hitterecord gebroken. In het Canadese dorp Lytton (Brits-Columbia) wordt het 49,5 °C. In de regio van Vancouver vallen ca. 70 doden.[23]

## Overleden
<< · januari · februari · maart · april · mei · juni · juli · augustus · september · oktober · november · december · >>